# Omicrabulus punctatissimus
Omicrabulus punctatissimus är en stekelart som beskrevs av Gusenleitner 2000. Omicrabulus punctatissimus ingår i släktet Omicrabulus och familjen Eumenidae. Inga underarter finns listade i Catalogue of Life.